# Єрґен Му
Єрґен Енґебретсен Му (норв. Jørgen Engebretsen Moe; 22 квітня 1813, Гуле — 27 березня 1882, Крістіансанн) — норвезький письменник та єпископ. Широку популярність йому приніс збірник «Норвезькі народні казки», укладений разом із Петером Крістеном Асб'єрнсеном.

## Біографія
Єрґен Му народився у великому маєтку Му в комуні Гуле (норв. Hole) в сім'ї фермера і політика Енґебрета Ольсена Му. У 1839 році Єрґен склав державний іспит із богослів'я і лише на початку 1850-х років отримав сан священика. Перш ніж стати священиком Му був домашнім учителем та викладав філософію, богослов'я та норвезьку мову у військовому училищі.
Він одружився з дочкою ректора училища Юганною Фредерікою Софією С'єренссен. У подружжя було п'ятеро дітей, найбільш відомим із яких став перший норвезький професор-фольклорист Мольтке Му.
У 1863 році Му стає пастором в церкві Браґернес в Драммені, а на початку 1870-х служить у Вестре Акер неподалік Християнії (нині Осло). У 1875 році Му призначають єпископом діоцеза Агдера в Крістіансанні. 
У 1881 році Єрґен Му став командором Ордена Святого Олафа. З 1 січня 1882 року Му було надано пенсію. У січні 1882 року він залишив єпархію через погіршення стану здоров'я, і в березні наступного року помер. Його син, Мольтке Му, продовжив роботу батька в галузі фольклору та казок і став першим професором цього предмету в Університеті Християнії.

## Вплив на культуру Норвегії
З Петером Крістеном Асб'єрнсеном Му познайомився у підлітковому віці, під час навчання у Нордерхові, хлопці затоваришували. Їх об'єднував спільний інтерес до усної народної творчості рідного краю. Дослідники вважають, що саме Єрґену Му належала ідея запису норвезьких народних казок. Спочатку кожен із молодих людей записував казки, легенди і перекази сам по собі. Перший фольклорний запис належить запис Асб'єрнсену. У 1837 році друзі розробили план створення першої фольклорної збірки. Поштовхом до цього стало, ймовірно, зібрання казок братів Грімм, з якими Му познайомився у 1836 році.
В 1840 році Єрґен Му публікує «Збірку пісень, народних пісеньок і частівок у норвезьких народних діалектах» (норв. Samling av Sange, Folkeviser og Stev i Norske Almuedialekter).
В кінці 1841 року побачила світ перша збірка «Норвезьких народних казок», зібраних Асб'єрнсеном і Му. Протягом трьох наступних років вийшли ще три збірки казок. Вони мали великий резонанс. Зібрання Асб'єрнсена і Му отримало як схвальні, так і критичні відгуки. Критики звертали увагу на відсутність його наукової складової. Цей недолік було виправлено у виданні 1852 року, яке було доповнене аналізом варіантів сюжетів із різних регіонів Норвегії та інших європейських країн. У ґрунтовній передмові Му описав характерні риси норвезьких народних казок. Ця передмова залишається актуальною. Примітки до другого видання містять величезну кількість сюжетів, які не ввійшли в «основну редакцію».
Зрештою саме збірка норвезьких народних казок принесла славу Асб'єрнсену і Му. У 1879 році вийшло перше ілюстроване видання норвезьких народних казок. Ілюстрації до норвезьких народних казок, зібраних Асб'єрнсеном і Му, створювали визначні скандинавські художники, серед яких Теодор Кіттельсен, Пер Крог, Ейліф Петерсен, Альф Рольфсен, Генрік С'єренсен, Ерік Вереншьоль та ін.
Норвезькі фольклористи є першими, хто включив до збірки казок літературні оповідання про процес збирання усної народної творчості.
У 1851 році Му опублікував книгу «В криниці і в ставку» (норв. I Brønden og i Tjernet), що стала ледь не першим зразком дитячої літератури в Норвегії.
Єрґен Му відомий також і як поет.

## Музей у Рінгеріке
У старовинній пасторській садибі в Рінгеріке є музей, заснований у 1923 році. Цей заклад у 1930-х роках отримав від Марі Му, дочки письменника, близько 500 предметів, що перебували в домі її батька. У колекції музею є також і особисті речі Асб'єрнсена.

## У філателії
Асб'єрнсен і Му зображені на норвезькій поштовій марці 2012 року, яку було випущено до 200-літнього ювілею від дня народження Асб'єрнсена..